# Tinie van Aarle
Tinie van Aarle (Breda, 17 oktober 1948) is een Nederlands voormalig voetballer. De aanvaller speelde tussen 1971-1972 voor Willem II, nadat zijn vorige club VV Baronie het betaald voetbal had moeten verlaten.